# Telomerina lanceola
Telomerina lanceola är en tvåvingeart som beskrevs av Rohacek 1990. Telomerina lanceola ingår i släktet Telomerina och familjen hoppflugor.
Artens utbredningsområde är Sverige. Arten är reproducerande i Sverige. Inga underarter finns listade i Catalogue of Life.